# Aloe hlangapies
Aloe hlangapies ist eine Pflanzenart der Gattung der Aloen in der Unterfamilie der Affodillgewächse (Asphodeloideae). Das Artepitheton hlangapies verweist auf das Vorkommen der Art auf dem Hlangapiesberg in Südafrika.

## Beschreibung

### Vegetative Merkmale
Aloe hlangapies wächst stammlos oder kurz stammbildend, ist einfach oder verzweigt von der Basis aus und bildet kleine Gruppen. Die Triebe erreichen eine Länge von bis zu 15 Zentimeter. Die bandförmig spitz zulaufenden Laubblätter sind zweizeilig angeordnet. Die trübgrüne Blattspreite ist 35 bis 45 Zentimeter lang und 5 bis 6 Zentimeter breit. Auf ihr befinden sich gelegentlich wenige weiße Flecken. Auf der Unterseite sind in der Nähe der Basis in der Regel viele weiße Flecken vorhanden. Die weichen, weißen Zähne am Blattrand sind etwa 0,5 Millimeter lang und stehen 5 bis 15 Millimeter voneinander entfernt.

### Blütenstände und Blüten
Der einfache Blütenstand erreicht eine Länge von etwa 50 Zentimeter. Die dichten, kopfigen Trauben sind bis zu 7 Zentimeter lang und 9 bis 10 Zentimeter breit. Sie bestehen aus etwa 50 Blüten. Die eiförmig spitz zulaufenden Brakteen weisen eine Länge von 15 Millimeter auf und sind 7 Millimeter breit. Die aprikosengelben, grün gespitzten Blüte stehen an 25 Millimeter langen Blütenstielen. Die Blüten sind 28 bis 30 Millimeter lang und an ihrer Basis gerundet. Oberhalb des Fruchtknotens sind die Blüten leicht erweitert und schließlich zur Mündung verengt. Ihre äußeren Perigonblätter sind auf einer Länge von 23 bis 25 Millimetern nicht miteinander verwachsen. Die Staubblätter und der Griffel ragen kaum aus der Blüte heraus.

## Systematik und Verbreitung
Aloe hlangapies ist in den südafrikanischen Provinzen KwaZulu-Natal und Mpumalanga auf Grasland in Höhen von 1100 bis 1600 Metern verbreitet.
Die Erstbeschreibung durch Barend Hermanus Groenewald wurde 1936 veröffentlicht.
Synonyme sind Aloe hlangapitis Groenew. (1936, nom. inval. ICBN-Artikel 61.1) und Aloe hlangapensis Groenew. (1937, nom. inval. ICBN-Artikel 61.1).

## Nachweise